# Sebastião da Gama
Sebastião Artur Cardoso da Gama (Vila Nogueira de Azeitão, 10 de abril de 1924 — Lisboa, 7 de fevereiro de 1952) foi um poeta e professor português.

## Biografia
Sebastião da Gama licenciou-se em filologia românica, pela Faculdade de Letras da Universidade de Lisboa, em 1947.
Foi professor em Lisboa, na Escola Industrial e Comercial Veiga Beirão, em Setúbal, na Escola Industrial e Comercial (atual Escola Secundária Sebastião da Gama) e, em Estremoz, na Escola Industrial e Comercial local, cidade onde o seu nome ficaria mais tarde ligado à actual Escola Básica (Escola Básica Sebastião da Gama EB2,3 Estremoz).
Colaborou nas revistas Mundo Literário  (1946-1948), Árvore e Távola Redonda.
A sua obra encontra-se ligada à Serra da Arrábida, onde vivia e que tomou por motivo poético de primeiro plano (desde logo no seu livro de estreia, Serra-Mãe, de 1945), e à sua tragédia pessoal, motivada pela doença que o vitimou precocemente, a tuberculose.
Uma carta sua, enviada em agosto de 1947, para várias personalidades, a pedir a defesa da Serra da Arrábida, constituiu a motivação para a criação da LPN Liga para a Protecção da Natureza, em 1948, a primeira associação ecologista portuguesa.
O seu Diário, editado postumamente, em 1958, é um interessantíssimo testemunho da sua experiência como docente e uma valiosa reflexão sobre o ensino.
Serra-Mãe, bem como duas outras obras suas foram ilustradas com vinhetas do seu amigo o pintor Lino António.
Faleceu precocemente aos 27 anos, vítima de tuberculose renal, de que sofria desde adolescente.
A 9 de junho de 1993, foi agraciado, a título póstumo, com o grau de Grã-Cruz da Ordem do Infante D. Henrique.
As Juntas de Freguesia de São Lourenço e de São Simão, instituíram, com o seu nome, um Prémio Nacional de Poesia. No dia 1 de junho de 1999, foi inaugurado em Vila Nogueira de Azeitão, o Museu Sebastião da Gama, destinado a preservar a memória e a obra do Poeta da Arrábida, como era também conhecido mundialmente.
A 10 de abril de 2024, foi agraciado, a título póstumo, com o grau de Grã-Cruz da Ordem da Instrução Pública.
A 29 de julho de 2024, uma das composições da Fertagus foi batizada em sua homenagem.

## Obras

### Publicadas em vida

#### Poesia
- Serra-Mãe. Lisboa: Portugália Editora, 1945
- Loas a Nossa Senhora da Arrábida. Com Miguel Caleiro. Lisboa: Imprensa Artística, 1946
- Cabo da Boa Esperança. Lisboa: Portugália Editora, 1947
- Campo Aberto. Lisboa: Portugália Editora, 1951
- Pureza no cabo da boa esperança

#### Prosa
- A Região dos Três Castelos. Azeitão: Transportadora Setubalense, 1949.

### Publicadas postumamente
- Pelo Sonho é que Vamos, 1953
- Diário, 1958
- Itinerário Paralelo, 1967.

Compilado por David Mourão-Ferreira
- O Segredo é Amar, 1969
- Cartas I, 1994